# Carles Casanovas i Rigall
Carles Casanovas i Rigall (Palamós, 1954) és un lletrista, músic, compositor i intèrpret català, vinculat molt especialment al cant de taverna. Duu a terme una activa tasca de difusió com a director musical del grup Port-Bo. Ha escrit havaneres d'èxit com el pirata Joan Torrellas i la lletra de Lola la Tavernera, El meu secret o Malalt d'amor, entre d'altres.
El 1971 entrà a formar part del grup de cançó folk Els Barrufets, el primer grup que va estrenar l'havanera El meu avi del mestre Josep Lluís Ortega Monasterio, el 5 d'agost de 1971 a la Cantada d'Havaneres de Calella de Palafrugell. El 1974 passà a formar part del grup d'havaneres Ventijol de Palamós i el 1985 s'incorporà al grup Llops de Mar de Sant Feliu de Guixols. Posteriorment passà a formar part del grup Port-Bo, on s'estigué del 1988 al 1992 i del 1996 en endavant. En l'actualitat és baix, guitarra i director artístic de Port Bo. Ha col·laborat amb els cantants Nina, Moncho, Susanna del Saz, Tomeu Penya, el grup cubà Gema-4 i l'Orquestra Cobla els Montgrins.
Ha posat lletra a melodies dels mestres Bastons, Dabau i Mas Bou. Ha escrit i compost havaneres, boleros, polques, balades i sardanes. Moltes d'aquestes peces entan enregistrades per grups d'havaneres com Mar Endins: El Bergantí: Ventijol i Port Bo. Com a compositor ha obtingut diversos premis al Festival de la Cançó Marinera de Palamós.
Pensaments és una havanera escrita per Carles Casanovas i musicada pel també músic i compositor català Antoni Mas i Bou. Es tracta d'una havanera clàssica en català de tema romàntic, ja que parla dels sentiments profunds que inspira una dona que només amb la mirada i el somriure demana ser estimada. Va ser enregistrada en el treball discogràfic Acoblats (2009), una fusió de cançó de taverna i cobla a càrrec del grup Port-Bo i l'Orquestra-Cobla Els Montgrins.

## Obra
- Febrés, Xavier; Casanovas i Rigall, Carles; Bastons, Josep. L'Havanera Viscuda.  Barcelona: Editorial Pòrtic, 2006. ISBN 978-84-7306-468-2.